# Episema pelaezi
Episema pelaezi là một loài bướm đêm trong họ Noctuidae.